# Стеван Опсеница
Стеван Стево Опсеница (Љубово, код Коренице, 10. март 1913 — Загреб, 26. мај 2002), учесник Народноослободилачке борбе, генерал-потпуковник ЈНА и народни херој Југославије.

## Биографија
Рођен је 10. марта 1913. у Љубову, код Коренице, у Лици. Потиче из сиромашне сељачке породице. Пошто у његовом селу није било школе, основну школу је похађао у селу Бунићу, удаљеном око десет километара. После завршене школе, остао је на селу и бавио се земљорадњом.
За време служења војног рока, 1935—1937. године, у Рајловцу, код Сарајева, дошао је у додир са војницима-комунистима и преко њих први пут чуо за марксизам и раднички покрет. У Априлском рату, 1941. године, био је мобилисан у Југословенску краљевску војску, а после њене капитулације, 17. априла, пао је у немачко заробљеништво. Пошто је успео да побегне приликом транспорта заробљеника, вратио се у родно село, али су га тамо ухапсиле усташе. После мучења у усташком затвору, успео је да побегне. Скривао се све до почетка устанка, јула 1941. године.
У лето 1941. године био је један од организатора народног устанка у Лици, против фашиста и усташа. У подизању устанка су учествовала и његова браћа Алекса и Станко Опсеница. Био је један од првих партизанских бораца у Лици. Због истицања у борби, током првих устаничких акција, 27. септембра 1941. године примљен је у чланство Комунистичке партије Југославије (КПЈ).
Крајем новембра 1941. године, постављен је за оперативног официра у тек формираном батаљону „Огњен Прица“, а средином марта 1942. за команданта тада формираног Другог личког партизанског одреда. Одлуком Главног штаба НОП одреда Хрватске, јула 1942. године постављен је за команданта прве партизанске бригаде у Хрватској — Прве личке пролетерске ударне бригаде.
Почетком 1943. године завршио је Виши официрски курс при Официрској школи Врховног штаба НОВ и ПОЈ. Потом је обављао дужности оперативног официра у Штабу Шесте личке дивизије, начелника Оперативног штаба за Лику, начелника Штаба 35. личке дивизије и заменика команданта Једанаестог хрватског корпуса.
После ослобођења Југославије, завршио је Вишу војну академију ЈНА и Курс оператике на Ратној школи ЈНА. Обављао је разне одговорне дужности у Југословенској народној армији (ЈНА) — командант дивизије, помоћник команданта Подручја и Армије. Пензионисан је у чину генерал-потпуковника ЈНА 1964. године.
Умро је 26. маја 2002. године и сахрањен је у Гробници народних хероја на загребачком гробљу Мирогој.
Носилац је Партизанске споменице 1941. и других југословенских одликовања, међу којима су — Орден ратне заставе, Орден заслуга за народ са златном звездом, Орден братства и јединства са златним венцем, Орден партизанске звезде са сребрним венцем и два Ордена за храброст. Орденом народног хероја одликован је 27. новембра 1953. године. Његов рођени брат Станко, такође је проглашен за народног хероја Југославије.